# Trichogramma koehleri
Trichogramma koehleri är en stekelart som beskrevs av Blanchard 1927. Trichogramma koehleri ingår i släktet Trichogramma och familjen hårstrimsteklar. Inga underarter finns listade i Catalogue of Life.